# Việt Nam Quốc Dân Đảng
Il Việt Nam Quốc Dân Đảng ("Partito Nazionale Vietnamita", abbreviato in VNQDĐ) è stato un partito politico fondato nel 1927 nel Tonchino (all'epoca parte dell'Indocina francese) sul modello del Kuomintang cinese dal quale riprese anche la filosofia dei Tre Principi del Popolo. Nazionalista e contrario al colonialismo francese, nel febbraio 1930 organizzò la fallimentare rivolta della guarnigione annamita di Yên Bái, al termine della quale fu decimato dagli arresti intrapresi dalle forze di sicurezza francesi.
Dopo un breve periodo di alleanza con il Partito Comunista Indocinese di Ho Chi Min, nel 1954 ciò che rimaneva del partito si trasferì nel neonato Vietnam del Sud dove rimase fino al 1975 e all'unificazione dei due Vietnam sotto l'egida comunista, a seguito della quale il VNQDĐ cessò di esistere.